# Hongaarse Republiek (1919-1920)
De Hongaarse Republiek (Hongaars: Magyar Köztársaság) was een kortstondige republiek die bestond van augustus 1919 tot februari 1920 in de centrale en westelijke gebieden van het voormalige koninkrijk Hongarije. De staat ontstond in de nasleep van de Asterrevolutie en de oprichting van de Hongaarse Radenrepubliek. Ze werd opgericht door contrarevolutionaire krachten die een terugkeer naar het status-quo van vóór 31 oktober 1918 beoogden. De periode die de Hongaarse Republiek beslaat, komt overeen met de periode tussen de val van de Hongaarse Radenrepubliek en de oprichting van het koninkrijk Hongarije.

## Geschiedenis
Op 6 augustus 1919 zette István Friedrich, de leider van de contrarevolutionaire en rechtse groepering "Vereniging van de Wittehuiskameraden", de regering van sociaaldemocraat Gyula Peidl af, en greep de macht in een geweldloze staatsgreep die werd gesteund door de troepen van het koninkrijk Roemenië, die Hongarije waren binnengevallen tijdens de zogenaamde Hongaars-Roemeense Oorlog. Deze staatsgreep genoot een brede steun bij het Hongaarse publiek. De volgende dag riep aartshertog Jozef August zichzelf uit tot regent van Hongarije en stelde hij István Friedrich aan als premier. 
Jozef August was als Habsburger evenwel onaanvaardbaar als Hongaars staatshoofd in de ogen van de overwinnaars van de Eerste Wereldoorlog. Hij werd daarom gedwongen om af te treden en werd op 24 november opgevolgd door Károly Huszár, die diende als premier en interim-president, totdat de monarchie, zij het enkel in naam, weer werd hersteld met de afkondiging van het Koninkrijk Hongarije.

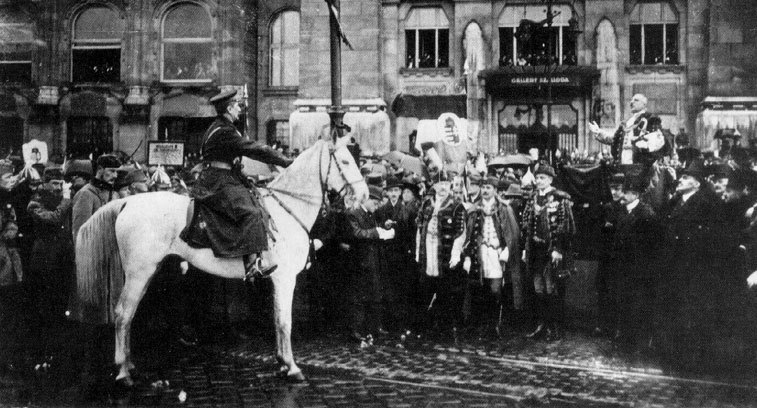
Miklós Horthy trekt Boedapest binnen met zijn Nationaal Leger op 16 november 1919.

Een anti-communistische en rechtse regering nam in november 1919 het bewind over in Boedapest. Er volgde een "Witte Terreur", die leidde tot de arrestatie, foltering, en executie zonder rechtszaak van communisten, socialisten, joden, linkse intellectuelen en sympathisanten van de regimes van Mihály Károlyi en Béla Kun. Volgens schattingen werden ongeveer 5.000 mensen geëxecuteerd en 75.000 mensen gevangengenomen. Door de Witte Terreur werden ongeveer 100.000 mensen, vooral socialisten, intellectuelen en joden, gedwongen Hongarije te verlaten.
In 1920 en 1921 greep de chaos in Hongarije om zich heen. De Witte Terreur bleef door het land razen, werkloosheid en inflatie teisterden de bevolking en verarmde Hongaarse vluchtelingen staken de grenzen over vanuit de buurlanden. De regering bood de bevolking hierbij weinig hulp. In januari 1920 werden er parlementsverkiezingen gehouden. Twee rechtse partijen behaalden hierbij elk meer dan 40% van de stemmen: de Partij van Christelijke Nationale Eenheid en de Nationale Partij van Kleine Boeren en Landarbeiders. Op 29 februari 1920 werd vervolgens de monarchie hersteld, waardoor er een einde kwam aan de Hongaarse republiek. Het parlement stelde het kiezen van een koning uit totdat de orde in het land was teruggekeerd. Hongarije zou echter nooit meer een koning krijgen. Miklós Horthy, voormalig admiraal van de Oostenrijks-Hongaarse vloot, werd en bleef regent van het Koninkrijk Hongarije tot in 1944.